# Гастерия
Гастерия (лат. Gasteria) — род суккулентных растений трибы Алоевых подсемейства Асфоделовые (Asphodelaceae), содержащий около 26 видов.
Вместе с Алоэ и Хавортией, с которым обнаруживает много общего, Гастерия входит в трибу Алоевых. Род впервые был описан ботаником Дювалем в 1806 году. Название получил из-за характерной, напоминающей желудок, формы цветка. Род является эндемичным для Капской ботанической провинции. Гастерии встречаются на каменистых склонах, где благодаря способности к вегетативному размножению, образуют небольшие куртинки. Гастерии широко распространены в качестве садового (в ботанических садах) и комнатного растения.

## Внешний вид
Род объединяет многолетние листовые травянистые суккуленты с толстыми мясистыми языковидными листьями, собранными в густые розетки. У молодых гастерий листья расположены двурядно, с возрастом расположение сменяется спиральным. У некоторых видов (например, Г.бородавчатой) двурядное расположение листьев сохраняется в течение всей жизни. Края листьев обычно гладкие, кончик острый. Поверхность листьев обычно неровная, с характерными бугорками, которые образуют специфичный для каждого вида рисунок.
Цветки небольшие, трубчатые, с характерным вздутием у основания. Обычно красные, жёлтые или оранжевые, расположенные на длинном цветоносе в верхушечной односторонней кисти. Как и у алоэ, цветки гастерии имеют нектарники, привлекающие насекомых, хотя растение является самоопыляемым. Плод — коробочка с пылевидными семенами, которые распространяются ветром, раскачивающим высокий цветонос.

## Классификация
Ряд исследователей насчитывает более 100 разновидностей гастерий. Сложности связаны с тем, что даже в естественных условиях разные виды гастерий легко гибридизируются друг с другом. Для комнатных гастерий, полученных гибридизацией, обычно используется наименование Gasteria sp. 
По информации базы данных The Plant List, род включает 26 видов:
- Gasteria acinacifolia (J.Jacq.) Haw.
- Gasteria batesiana G.D.Rowley
- Gasteria baylissiana Rauh
- Gasteria brachyphylla (Salm-Dyck) van Jaarsv.
- Gasteria carinata (Mill.) Duval
- Gasteria croucheri (Hook.f.) Baker
- Gasteria disticha (L.) Haw.
- Gasteria doreeniae van Jaarsv. & A.E.van Wyk
- Gasteria ellaphieae van Jaarsv.
- Gasteria excelsa Baker
- Gasteria glauca van Jaarsv.
- Gasteria glomerata van Jaarsv.
- Gasteria minima Poelln.
- Gasteria nigricans Haw.
- Gasteria nitida (Salm-Dyck) Haw.
- Gasteria obliqua (Aiton) Duval
- Gasteria pendulifolia van Jaarsv.
- Gasteria pillansii Kensit
- Gasteria poellnitziana Jacobs.
- Gasteria polita van Jaarsv.
- Gasteria pseudonigricans Haw.
- Gasteria pulchra (Aiton) Haw.
- Gasteria rawlinsonii Oberm.
- Gasteria transvaalensis De Smet ex Bak.
- Gasteria tukhelensis van Jaarsv.
- Gasteria vlokii van Jaarsv.

## Комнатная культура
Гастерии — менее прихотливые растения, нежели алоэ и хавортии. Они хорошо переносят яркое солнце, хотя могут расти и в полутени. Более толстая кожица листьев дает им некоторую защиту от насекомых-вредителей. Зимой растения содержат при температуре 8-10 градусов, летом они могут находиться на окнах восточной и южной экспозиции. Поливают зимой умеренно, летом — по мере подсыхания земляного кома.
В комнатной культуре (умеренных широт) гастерия размножается почти исключительно вегетативно. Прикорневые отростки отделяют от материнского растения и укореняют в смеси дерновой земли и перегноя с добавлением песчано-гравийного субстрата. Укоренение занимает от недели до месяца, в зависимости от вида растения и внешних условий. В более южных широтах гастерии размножают и семенами.
Гастерия, как и большинство других суккулентов, является растением с САМ-типом фотосинтеза, она поглощает углекислый газ и выделяет кислород ночью (хотя сам фотосинтез происходит днем). В связи с этим гастерию рекомендуют держать в спальных помещениях.

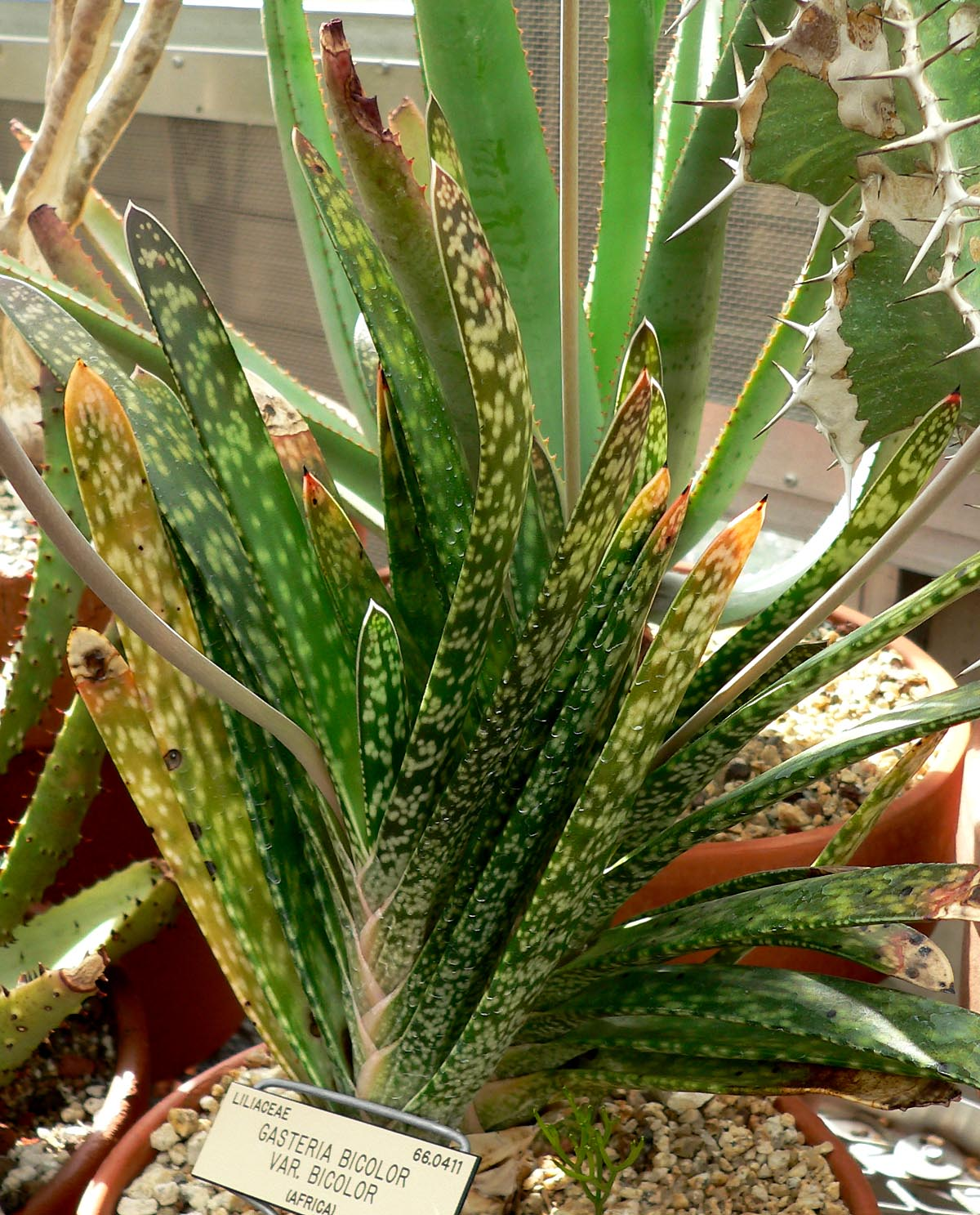
Gasteria bicolor
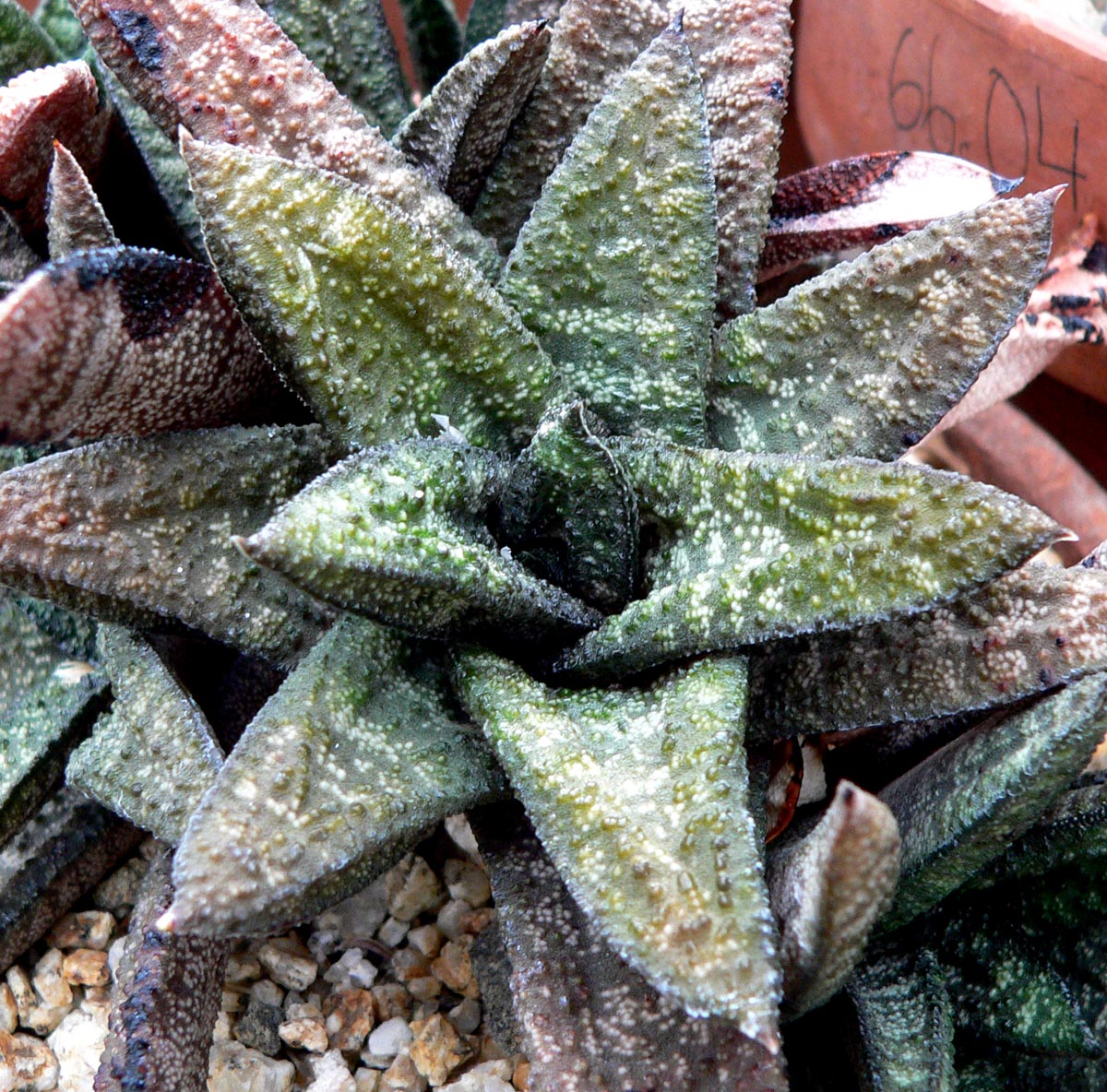
Gasteria batesiana
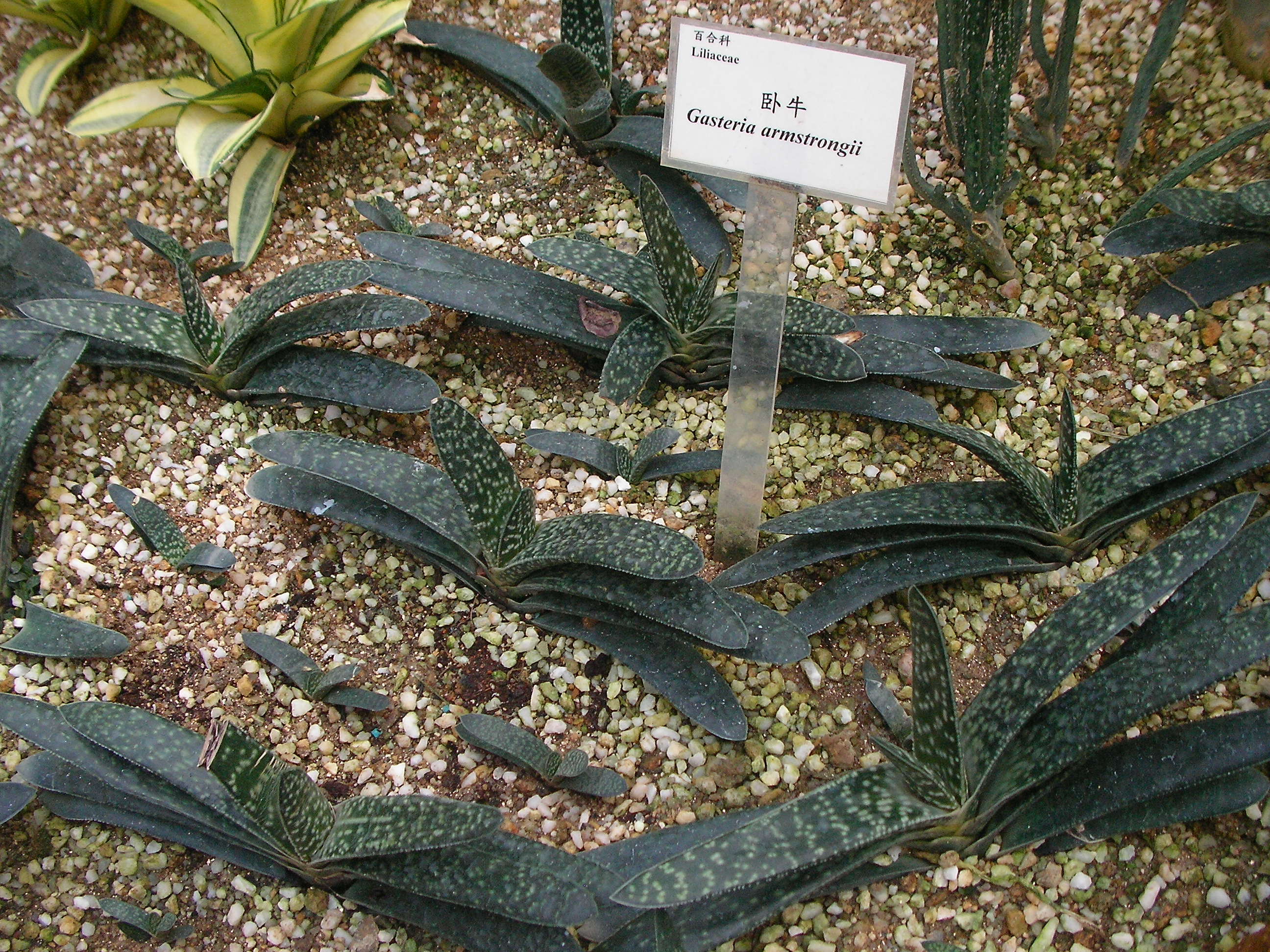
Gasteria armstrongii
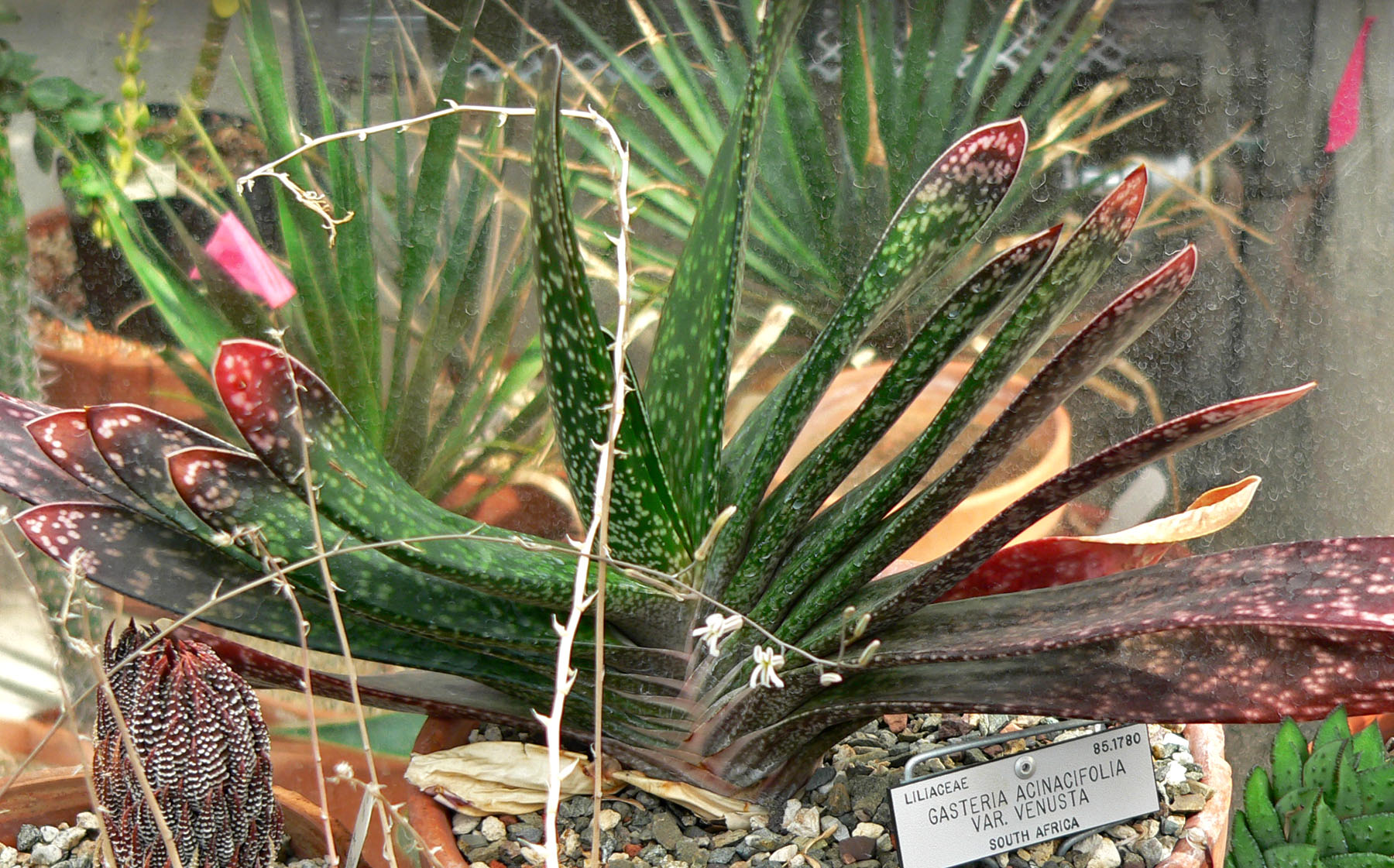
Gasteria acinacifolia
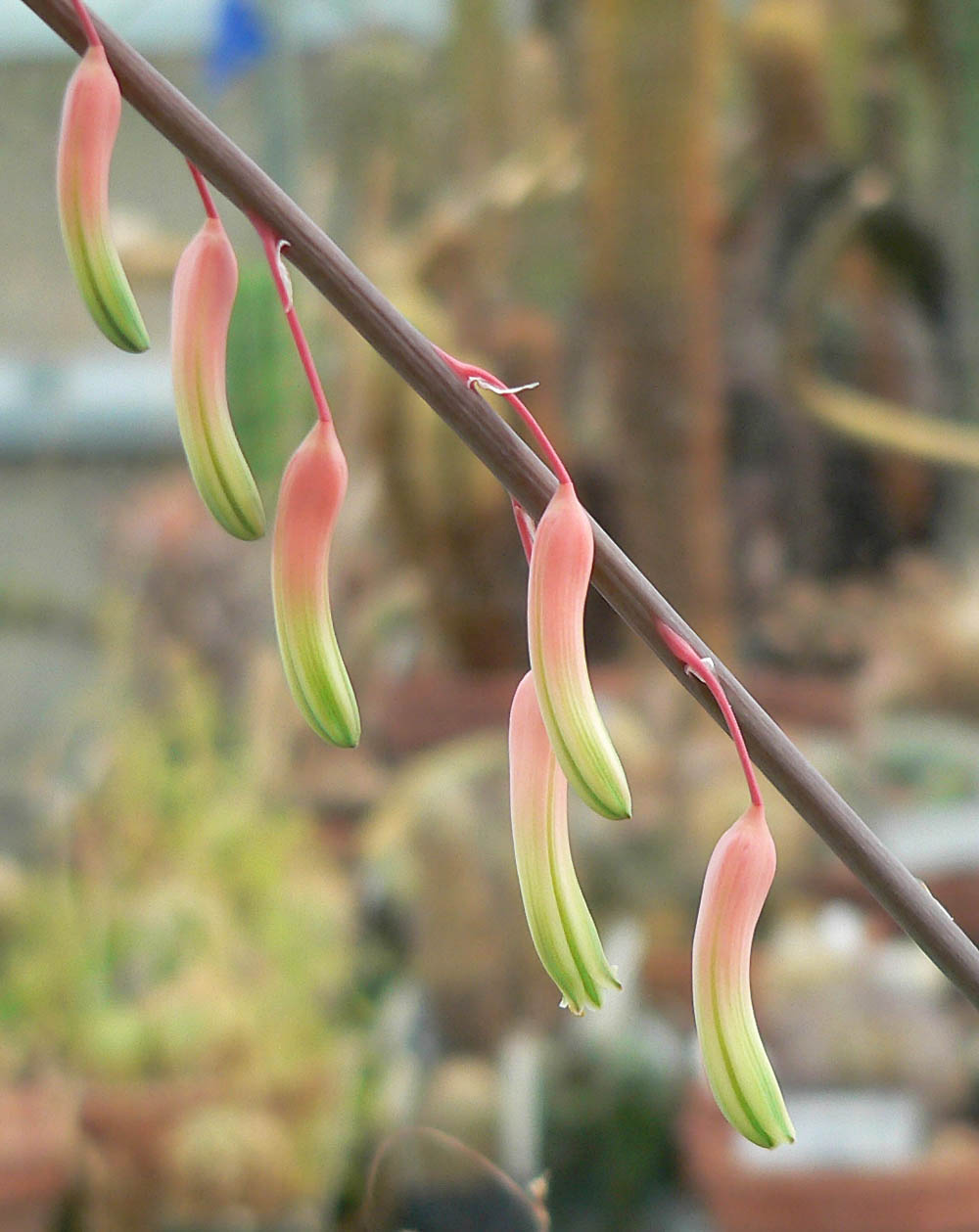
Цветы Gasteria pillansii
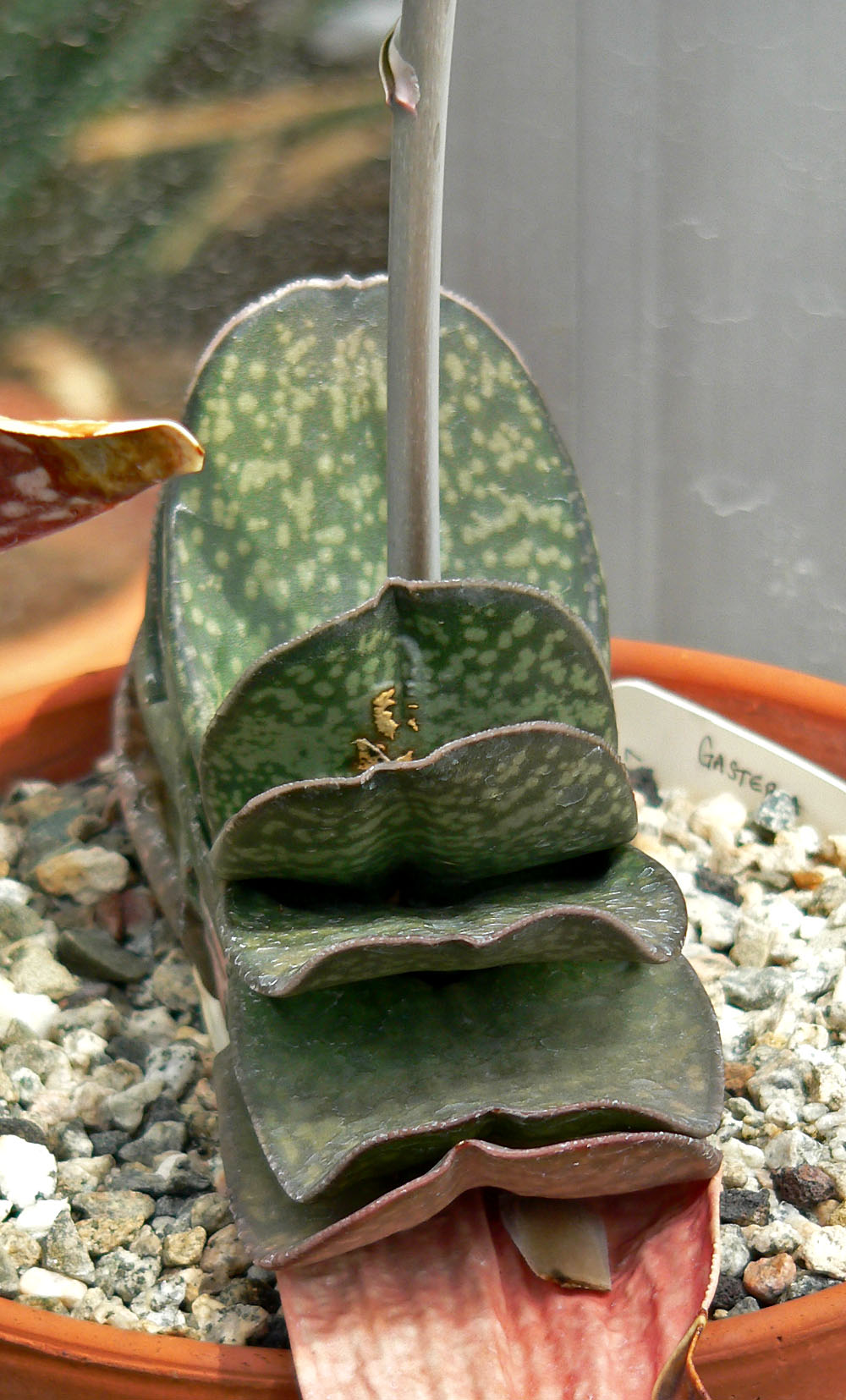
Gasteria disticha
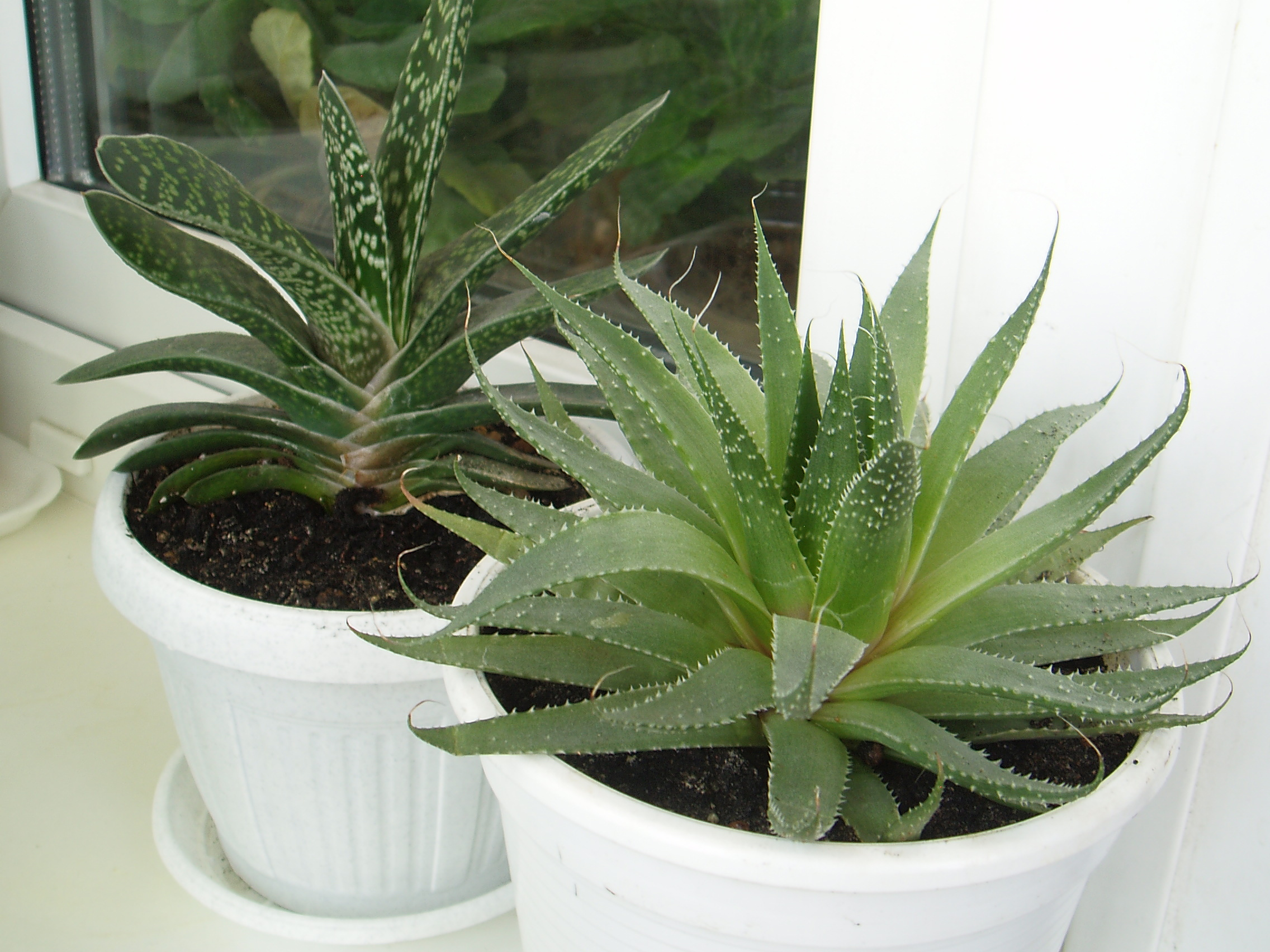
Гастерия и алоэ остистое (справа)
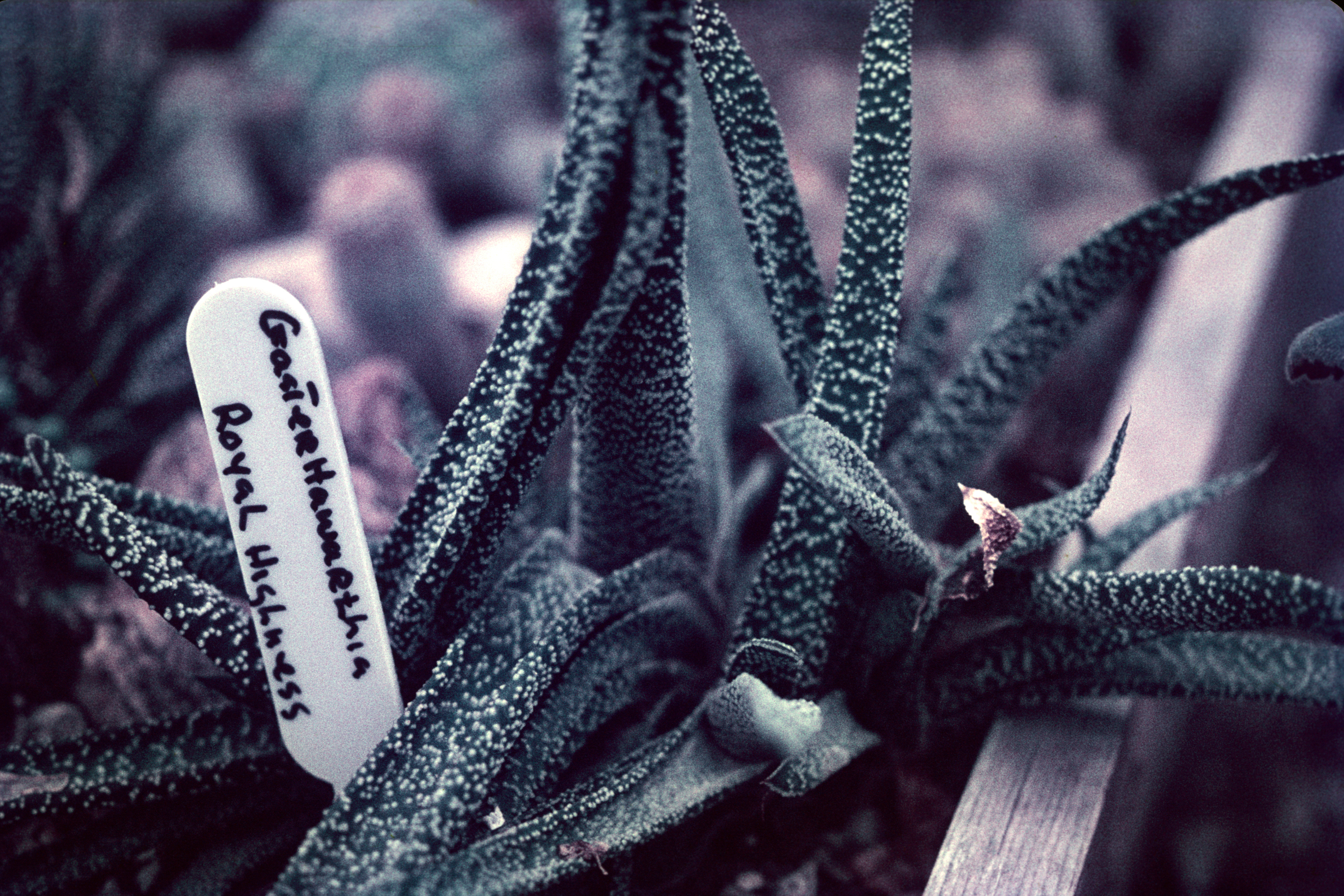
Гибрид гастерии и хавортии